# 温泉町
温泉町（おんせんちょう）は、兵庫県の北西部（美方郡）に存在した町。旧二方郡。本項では、町制前の名称でもある温泉村（おんせんむら）についても述べる。
2005年10月1日、浜坂町と合併して新温泉町となったことにより消滅した。

## 地理
湯村温泉で知られる。

### 隣接していた自治体
- 兵庫県
  - 美方郡：浜坂町、香美町（村岡区・小代区）
- 鳥取県
  - 鳥取市（国府町）
  - 岩美郡：岩美町
  - 八頭郡：若桜町

## 歴史
- 1889年（明治22年）4月1日 - 町村制施行により二方郡春来村・歌長村・湯村・細田村・竹田村・井土村・今岡村・金屋村・熊谷村・伊角村・檜尾村の区域をもって温泉村が発足。
- 1896年（明治29年）4月1日 - 所属郡が美方郡に変更。
- 1927年（昭和2年）4月15日 - 温泉村が町制施行して温泉町となる。
- 1954年（昭和29年）10月1日 - 照来村・八田村と合併し、改めて温泉町となる。
- 2005年（平成17年）10月1日 - 浜坂町と合併して新温泉町が発足。同日温泉町廃止。

## 地域

### 教育
現在、町立学校はいずれも新温泉町立となっている。
- 温泉町立温泉小学校
- 温泉町立照来小学校
- 温泉町立八田小学校 （2012年閉校）
- 温泉町立奥八田小学校 （同上）
- 温泉町立熊谷小学校（2010年閉校）
- 温泉町立春来小学校（同上）
- 温泉町立夢が丘中学校（温泉・照来・八田の3中学統合により2005年度開校）
- 兵庫県立浜坂高等学校温泉校（2007年3月閉校）

## 交通

### 空港
近隣に但馬空港、鳥取空港がある。

### 鉄道路線
- 近隣のJR駅：浜坂駅
  - 浜坂駅から全但バスを利用。

### 道路
- 国道
  - 国道9号
- 都道府県道
  - 兵庫県道47号浜坂温泉線
  - 鳥取県道・兵庫県道103号若桜湯村温泉線

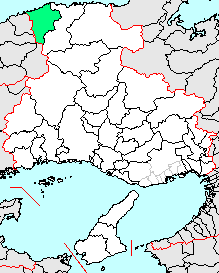
浜坂町と合併後の位置図：新温泉町

  - 兵庫県道・鳥取県道119号千谷蕪島線
  - 兵庫県道262号岸田諸寄線
  - 兵庫県道263号竹田指坑線
  - 兵庫県道265号丸味温泉線
  - 兵庫県道549号久斗山今岡線
  - 兵庫県道550号熊谷味取線
  - 兵庫県道561号湯谷和田線

## 名所・旧跡・観光スポット・祭事・催事
- 湯村温泉 （夢千代の里）
  - 杜氏館：酒造りの資料館
  - 夢千代館：湯村温泉と「夢千代日記」（テレビドラマ・映画：吉永小百合主演）の資料館
- 霧ヶ滝渓谷
- 上山高原エコミュージアム
- おもしろ昆虫化石館
- 兵庫県立但馬牧場公園